# Das Tage-Buch
Das Tage-Buch war eine unabhängige, überparteiliche deutsche Wochenschrift, die von Januar 1920 bis Januar 1933 veröffentlicht wurde. Sie wurde von dem linksliberalen Wiener Publizisten und Theaterkritiker Stefan Großmann unter der Mithilfe des Verlegers Ernst Rowohlt gegründet und herausgegeben. 1922 stieß der aus Frankfurt am Main stammende Journalist Leopold Schwarzschild zur Redaktion hinzu, der nach dem Abtritt Großmanns alleiniger Herausgeber wurde. Schwarzschild musste 1933, von den Nationalsozialisten bedroht, nach Frankreich ins Exil gehen. Dort publizierte er bis zum Einmarsch der Deutschen 1940 die Fortsetzung Das Neue Tage-Buch.

## Geschichte

### Das Tage-Buch bis 1933
Das Tage-Buch wurde von Stefan Großmann unter der Mithilfe von Ernst Rowohlt im Jahr 1920 in Berlin gegründet. 1922 stieß Leopold Schwarzschild zur Redaktion hinzu und wurde Mitherausgeber.
Großmann trat 1927 aufgrund einer schweren Krankheit als Herausgeber zurück, veröffentlichte jedoch weiter im Tage-Buch und anderen Medien. Danach übernahm der Publizist Kurt Reinhold die Leitung des feuilletonistischen Teils; auf dem Titelblatt wurde nun nur noch Schwarzschild als Herausgeber vermerkt. Die Qualität des Blattes litt unter dem Weggang Großmanns ebenso wie unter der Abwerbung Carl von Ossietzkys durch Die Weltbühne im April 1926, unterschritt aber ein gewisses Niveau nie. Ab Heft 2/1927 wurde der Bindestrich aus dem Titel gestrichen und die Zeitschrift nannte sich Tagebuch.
In der ersten Ausgabe des Tage-Buchs erläuterte Großmann das Konzept seiner Zeitschrift:

„Diese Zeitschrift rechnet mit urteilsfähigen Lesern.
Das ‚Tage-Buch‘ kann und wird keiner Partei dienen, wohl aber hoffe ich auf eine Verschwörung der schöpferischen Köpfe neben, über, trotz den Parteien. […]
Das ‚Tage-Buch‘ will lieber berichten als urteilen, lieber Material zur Urteilsbildung bringen als das Urteil selbst.“

Die Wochenschrift war zwar parteiunabhängig, hatte aber ein ausgeprägt linksdemokratisches Profil, das sich besonders deutlich in einer neuen Rubrik zeigte: Ab dem 26. November 1921 eröffnete nicht mehr ein Leitartikel, sondern ein Konglomerat aus anonymen tagespolitischen Glossen das Heft, betitelt Tagebuch der Zeit. Neben im engeren Sinn politischen Themen wurden immer wieder kritische Stellungnahmen zur Rechtspraxis der Weimarer Republik veröffentlicht. So erschienen unter dem Pseudonym Ein Richter in unregelmäßigen Abständen Texte, die Vorgänge am Strafgerichtshof in Berlin-Moabit stark problematisierten.
Ab Heft 9/1926 veröffentlichte das Blatt unter Aus meinem Panoptikum Porträtkarikaturen B. F. Dolbins.
Eine weitere wichtige Rolle der Zeitschrift war die Förderung und Etablierung der Neuen Sachlichkeit im Journalismus. Berühmte Reportagen Kischs erschienen hier zum ersten Mal, der junge Bertolt Brecht veröffentlichte frühe Lyrik und Prosa, viele Exponenten dieser Strömung wie Felix Stössinger, Polly Tieck, Walter Mehring und Oskar Maurus Fontana kamen hier zu Wort. Einige der berühmtesten Texte von Erich Kästner wurden hier zum ersten Mal gedruckt, u. a. Kennst Du das Land, wo die Kanonen blühn? und Jahrgang 1899.
Die samstags erscheinende Zeitschrift mit den grünen Umschlägen war von der Weltbühne inspiriert worden. Siegfried Jacobsohn, Herausgeber der Weltbühne, hatte sich allerdings im Jahr 1920 mit Großmann heftig zerstritten, sodass das Tage-Buch eher als Konkurrenzzeitschrift zu werten ist. So sah es Jacobsohn nicht gerne, wenn Autoren für beide Blätter schrieben. Ausnahmen blieben Berühmtheiten wie Roda Roda, Alfred Polgar, Max Brod und Egon Erwin Kisch, die Jacobsohn so sehr schätzte, dass er hier inkonsequent blieb.
Die Spannungen zwischen Tage-Buch und Weltbühne blieben noch einige Zeit nach Jacobsohns Tod 1926 bestehen, Kurt Tucholsky veröffentlichte nie eine Zeile dort und beschwerte sich des Öfteren in Briefen, dass Weltbühne-Mitarbeiter wie Anton Kuh die besseren Texte für das Tage-Buch schrieben. Auch im Aufbau und Format war das Tage-Buch der Weltbühne nachgestaltet – es gab den vorderen politischen Teil und endete mit zweispaltigen Glossen, beide Zeitschriften waren in Antiquaschrift gesetzt. Beide Blätter verfolgten eine konsequent pazifistische Linie. Politisch stand das Blatt – wohl auch wegen Großmanns sozialistischer Vergangenheit – der Sozialdemokratie näher als die kommunistenfreundliche Weltbühne.
Ab spätestens 1928 ist eine deutliche Versöhnung und Annäherung beider Blätter zu spüren, und mit der historischen Nummer 12 vom November 1931, in der sich das Tage-Buch im Weltbühne-Prozess angriffslustig auf die Seite Ossietzkys schlägt und im selben Tonfall wie Tucholsky die Justiz attackiert, sind beide Blätter als sich ergänzende Schwesterzeitschriften anzusehen.
Die Theaterkritik spielte im Tage-Buch nur eine geringe Rolle, wohl wegen der erdrückenden Konkurrenz der Weltbühne, die ursprünglich unter dem Namen Schaubühne ein reines Theaterblatt war und diese Tradition noch weiter pflegte. Dafür besaß das Tage-Buch eine exzellente Bücher-Rubrik mit Kritiken von hoher feuilletonistischer Qualität. Ab Mitte der 1920er Jahre beginnt die Zeitschrift zu einer der wichtigsten Quellen für die Rezeption neuer Literatur in der Weimarer Republik zu werden. Beliebt waren Umfragen, in denen Schriftsteller erzählten, was sie gerade lasen.
Ein aus heutiger Sicht herausragendes Verdienst des Tage-Buchs ist die frühe und prophetische Erkenntnis, dass Adolf Hitler eine ernste Gefahr für die Weimarer Republik darstellte. Zu den Höhepunkten der linksliberalen Hitler-Analyse in der Weimarer Republik gehören Stefan Großmanns Rezension von Mein Kampf im Heft 45/1925 und die Sezierung von Hitlers Rede-Technik durch Karl Tschuppik im Aufsatz „Hitler spricht“ (Heft 13/1927).
Nach dem Schaubühnen- und Weltbühnen-Reprint 1978/1979 plante der Athenäum-Verlag auch eine vollständige Neuausgabe des Tage-Buchs. Aus finanziellen Gründen wurde das Projekt 1981 nach dem 8. Band abgebrochen, die Jahrgänge 1927 bis 1933 wurden nie nachgedruckt.

### Das Neue Tage-Buch

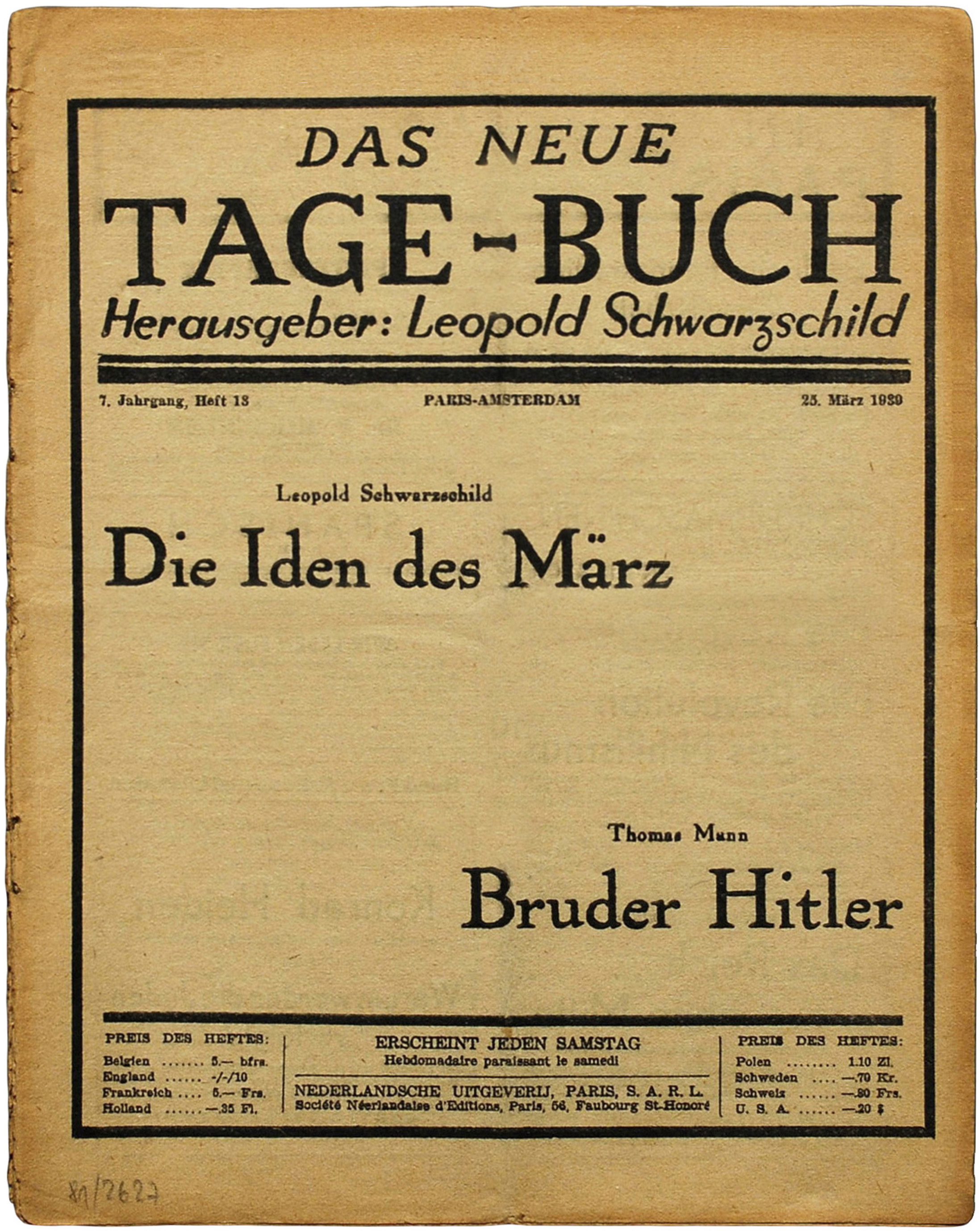
Ausgabe der von Schwarzschild herausgegebenen Exilzeitschrift Das neue Tage-Buch, mit Hinweis auf Bruder Hitler von Thomas Mann

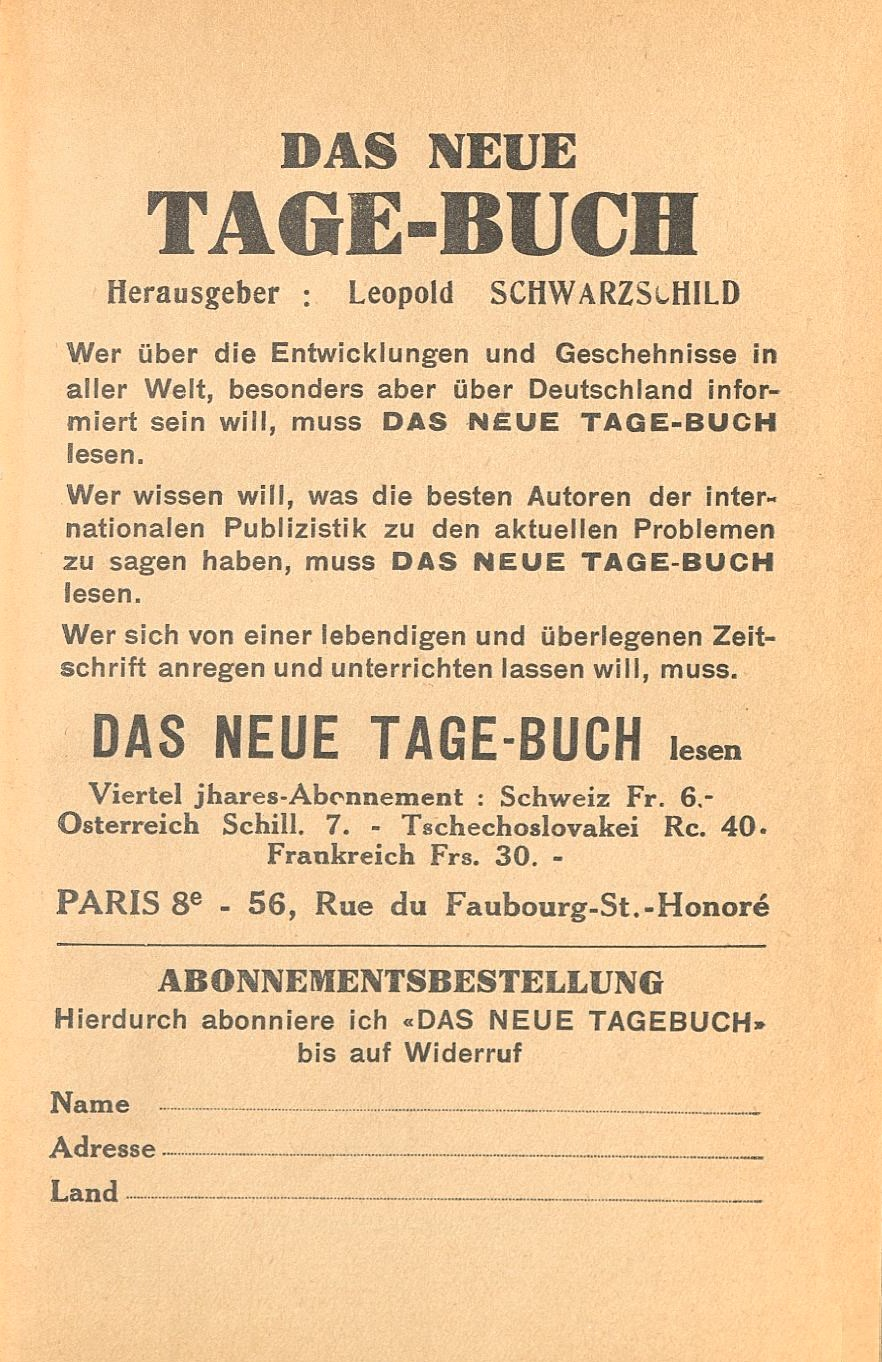
Abonnentenwerbung (1935)

Nach der Machtübernahme der Nationalsozialisten flüchtete Schwarzschild nach Paris, wo er ab dem 1. Juli 1933 Das Neue Tage-Buch ebenfalls als Wochenschrift herausbrachte und bis 1940 publizierte. Die Zeitschrift hatte eine niederländische Gesellschaft als Geschäftsträger. Schwarzschild veröffentlichte im Neuen Tage-Buch regelmäßig ökonomische Analysen der Verhältnisse in Deutschland. Diese Analysen wurden in vielen europäischen Hauptstädten gelesen. Außerdem brachte das Blatt unter dem Titel „Abseits der Reichskulturkammer“ Beiträge zur Literatur und über künstlerische Ereignisse.

## Autoren der Zeitschrift
Bekannte Autoren waren:
- Walter Benjamin
- Max Brod
- Hermann Broch
- Elisabeth Castonier
- Hans Fallada
- Marieluise Fleißer
- Egon Friedell
- Ferdinand Hardekopf
- Wilhelm Hausenstein
- Heinrich Eduard Jacob
- Ernst Jünger
- Erich Kästner
- Otto Kaus
- Egon Erwin Kisch
- Paul Kornfeld
- Stephan Lackner
- Theodor Lessing
- Moshe Lifshits
- Klaus Mann
- Thomas Mann
- Valeriu Marcu
- Walter Mehring
- Robert Musil
- Carl von Ossietzky
- Alfred Polgar
- Roda Roda
- Walther Rode
- Joseph Roth
- Arno Schirokauer
- Karl Tschuppik
- Robert Walser
- Jakob Wassermann
- Erich Welter